# Hryćkiw
Hryćkiw (ukr. Грицьків) – wieś na Ukrainie, w obwodzie chmielnickim, w rejonie chmielnickim, w hromadzie Gródek. W 2001 liczyła 259 mieszkańców, spośród których 255 wskazało jako ojczysty język ukraiński, a 4 rosyjski.